# Битка код Димбоса
Битка код Димбоса одиграла се 1303. године између Османског емирата са једне и Византијског царства са друге стране. Битка је део Византијско-османских ратова, а завршена је победом Турака.

## Битка
Након битке код Бафеона 1302. године, византијски команданти из свих крајева Анадолије почели су предавати Турцима своје области. Византијски цар Андроник је покушао да са Илканатом формира савез против Османлија. После неуспешних преговора са Монголима одлучује да сам нападне Турке. О бици код Димбоса сазнајемо из каснијих турских извора у које су укључени полулегендарни елементи. Византијска војска коју су чинили војници гарнизона локалних градова поражени су од Османове војске. Обе стране претрпеле су тешке губитке.